# Marcel Maes
Pour les articles homonymes, voir Maes.
Marcel Maes (né le 19 décembre 1944 à Deurle et décédé le 10 avril 1997 à Wondelgem) est un coureur cycliste belge des années 1960. Son palmarès se résume essentiellement à une victoire, mais elle est d'importance. Il triomphait en 1967 dans l'épreuve "phare" du cyclisme "amateur" : la Course de la Paix.

## Biographie
Ancien garçon-laitier, Marcel Maes débute dans le vélo en 1963. Il remporte six succès en 1966. Il est sélectionné dans l'équipe de Belgique qui participe à la XXe Course de la Paix. Jusque-là, les coureurs belges, très présents depuis 1952, avaient échoué dans la victoire finale, mais ils avaient occupé à plusieurs reprises les marches du podium. L'équipe belge s'octroie un succès d'étape, acquis la veille par Jean-Marie Gorez, quand au soir de la 13e étape, à Usti nad Labem, Marcel Maes s'empare du maillot jaune. Il le défend 3 jours et remporte à Prague une Course de la Paix dont le vingtième anniversaire donne un écho particulier. Il est l'un des rares coureurs qui a triomphé dans cette course sans y avoir remporté une étape, mais il associe à sa victoire au classement individuel, la victoire au prix du meilleur grimpeur et une troisième place au classement par points.
Marcel Maes passe professionnel à la fin de l'été 1967. Son succès dans la « Paix » lui ouvre les portes de l'équipe de Belgique A du Tour de France 1968, où il ne se distingue pas, comme dans la suite de sa carrière professionnelle, qu'il stoppe en 1973.

## Palmarès et résultats

### Palmarès par année
- 1966
  - Gand-Staden
  - Circuit Het Volk amateurs
- 1967
  - Course de la Paix
    - Classement général
    - Prix de la montagne
- 1968
  - 3ea étape du Tour de France (contre-la-montre par équipes)
  - 3e de la Flèche côtière

### Résultats sur les grands tours

#### Tour de France
1 participation 
- 1968 : 49e, vainqueur de la 3ea étape (contre-la-montre par équipes)

#### Tour d'Espagne
1 participation
- 1969 : abandon (10e étape)